# Маратон (Флорида)
Маратон (енгл. Marathon) град је у америчкој савезној држави Флорида. По попису становништва из 2010. у њему је живело 8.297 становника. У овоме граду је смештен култни роман Црвени Змај Томаса Хариса.

## Демографија
Према попису становништва из 2010. у граду је живело 8.297 становника, што је 1.958 (19,1%) становника мање него 2000. године.
| Група             | 2000.         | 2010.         |
| Белци             | 7.513 (73,3%) | 5.508 (66,4%) |
| Афроамериканци    | 477 (4,7%)    | 395 (4,8%)    |
| Азијати           | 49 (0,5%)     | 90 (1,1%)     |
| Хиспаноамериканци | 2.095 (20,4%) | 2.224 (26,8%) |
| Укупно            | 10.255        | 8.297         |